# Mathias Énard
Mathias Énard, geboren op 11 januari 1972 in Niort is een Franse schrijver en vertaler. In 2015 won hij de Prix Goncourt voor zijn roman Boussole (in het Nederlands op de markt gebracht als Kompas).

## Levensloop
Na zijn opleiding aan het École du Louvre studeerde Matthias Énard Arabisch en Perzisch aan het INALCO. Na een lang verblijf in het Midden-Oosten (Beiroet, Damascus, Teheran) verhuisde hij in 2000 naar Barcelona. Tijdens zijn verblijf in Barcelona doceerde Énard Arabisch aan de Universiteit van Barcelona.
Énard geeft leiding aan verschillende culturele tijdschriften. Hij vertaalde twee boeken, een uit het Perzisch en een uit het Arabisch. Vanaf de oprichting in 2004 is hij lid van het collectief Inculte in Parijs, uitgever van literaire en filosofische boeken en het tijdschrift Inculte.

## Publicaties (in Nederlandse vertaling)
- Mathias Énard, Dans van verraad, vert. Katrien Vandenberghe, Zaandam, Uitgeverij Oevers, 2024. ISBN 978-94-933-6705-0
- Mathias Énard, Kompas, vert. Katrien Vandenberghe, Amsterdam, De Arbeiderspers, 2016. ISBN 978-90-295-0656-4
- Mathias Énard, Boevenstraat, vert. Katrien Vandenberghe, Amsterdam, De Arbeiderspers, 2013. ISBN 978-90-295-8785-3
- Mathias Énard, Vertel hun over veldslagen, koningen en olifanten, vert. Katrien Vandenberghe, Amsterdam, De Arbeiderspers, 2011. ISBN 978-90-295-7839-4

- Bibsys: 8076879
- Biblioteca Nacional de España: XX1700143
- Bibliothèque nationale de France: cb14483324m (data)
- Catàleg d'autoritats de noms i títols de Catalunya: 981058518010906706
- CiNii: DA17427087
- Gemeinsame Normdatei: 13652236X
- International Standard Name Identifier: 0000 0001 1560 2459
- Library of Congress Control Number: nr2004009865
- Nationale Bibliotheek van Letland: 000226434
- Bibliotheek van het Japanse parlement: 001120548
- Nationale Bibliotheek van Tsjechië: xx0146587
- Nationale bibliotheek van Australië: 52103443
- Nationale Bibliotheek van Israël: 987007289310605171
- Nationale Bibliotheek van Polen: a0000003611386
- Nationale en Universitaire bibliotheek Zagreb: 000591320
- Nederlandse Thesaurus van Auteursnamen: 314850880
- Istituto Centrale per il Catalogo Unico: LO1V350511
- Système universitaire de documentation: 077658558
- Trove: 1511555
- Virtual International Authority File: 12532729
- WorldCat: E39PBJbtj9FhqVjcydjHvG8DMP